# Duncombe Pleydell-Bouverie
Duncombe Pleydell-Bouverie (28 juin 1780 - 5 novembre 1850) est un commandant de la marine britannique et un homme politique whig.

## Biographie
Il est le deuxième fils de Jacob Pleydell-Bouverie (2e comte de Radnor), et d'Anne Duncombe, fille d'Anthony Duncombe (1er baron Feversham). William Pleydell-Bouverie (3e comte de Radnor), est son frère aîné.
Il sert dans la Royal Navy. Le lieutenant Pleydell-Bouverie est promu commandant le 14 février 1801, mais ne prend le commandement du HMS Penguin que le 28 août. Il est promu au poste de capitaine dans le HMS Braave le 2 avril 1802 finit par devenir amiral.
Il siège également comme député de Downton entre 1806 et 1807 et pour Salisbury entre 1828 et 1832 et à nouveau de 1833 à 1835. Il n'est pas très actif à la Chambre des communes. Il hisse son drapeau dans le HMS Victory en tant qu’amiral de Port à Portsmouth en 1837.
Il épouse Louisa, fille de Joseph May, en 1809. Il est décédé en novembre 1850, à l'âge de 70 ans.